# امریکن ایرلاینز گروپ
امریکن ایرلاینز گروپ (به انگلیسی: American Airlines Group) شرکت هلدینگ هواپیمایی آمریکایی است،که مالکیت چندین شرکت هواپیمایی، مانند؛ امریکن ایرلاینز، انووی ایر، یو اس ایرویز و پیدمونت ایرلاینز را در اختیار دارد.
در سال ۲۰۱۳ در پی ادغام دو شرکت ای‌ام‌آر کورپوریشن (مالک شرکت امریکن ایرلاینز) و گروه یو‌.اس. ایرویز (مالک خطوط هوایی یو اس ایرویز) گروه امریکن ایرلاینز تأسیس گردید. این گروه هم‌اکنون به‌طور روزانه بالغ بر ۶٫۷۰۰ پرواز به ۳۳۶ مقصد، در ۵۶ کشور را مدیریت می‌نماید و شمار کارکنان آن بیش از ۱۰۰٫۰۰۰ نفر می‌باشد. دفتر مرکزی امریکن ایرلاینز در شهر فورت وورث، تگزاس قرار دارد و بخشی از سهام آن در بازار بورس نیویورک معامله می‌شود.